# La Joya, Nopalucan
La Joya är en ort i Mexiko.   Den ligger i kommunen Nopalucan och delstaten Puebla, i den sydöstra delen av landet, 140 km öster om huvudstaden Mexico City. La Joya ligger 2 384 meter över havet och antalet invånare är 464.
Terrängen runt La Joya är huvudsakligen platt, men söderut är den kuperad. Runt La Joya är det tätbefolkat, med 319 invånare per kvadratkilometer. Närmaste större samhälle är Huamantla, 15,5 km nordväst om La Joya. Trakten runt La Joya består till största delen av jordbruksmark.